# Peniculisa shiinoi
Peniculisa shiinoi is een eenoogkreeftjessoort uit de familie van de Pennellidae. De wetenschappelijke naam van de soort is voor het eerst geldig gepubliceerd in 1965 door Izawa.